# قلعه کوبوتا
قلعه کوبوتا (به ژاپنی: 久保田城, Kubota-jō) یک قلعه ژاپنی به سبک بالای تپه است که در  آکیتا (شهر) در استان آکیتا در ژاپن قرار دارد. این قلعه به خاندان ساتاکه تعلق داشته‌است.